# Idaea camparia
Idaea camparia är en fjärilsart som beskrevs av Herrich-Schäffer 1851. Idaea camparia ingår i släktet Idaea och familjen mätare. Inga underarter finns listade i Catalogue of Life.